# 森本昌憲
森本 昌憲 (もりもと まさのり、1946年（昭和21年） - ）は、日本の実業家。藤田観光代表取締役社長や、同社代表取締役会長、藤田美術館理事長、日本ホテル・レストランサービス技能協会会長等を歴任した。

## 人物・経歴
京都府綾部市私市町出身。1969年北九州大学外国語学部米英学科卒業、藤田観光入社、箱根ホテル小涌園ベルボーイに配属。1973年箱根ホテル小涌園フロント担当。1974年からクアラルンプールに赴任。1989年日本生産性本部経営アカデミーマーケティングコース修了。
箱根小涌園企画課長等を経て、1994年藤田観光リゾート事業部企画室長。2000年藤田観光取締役箱根小涌園総支配人に昇格。2001年藤田観光常務取締役グループ事業戦略担当。2007年藤田観光代表取締役社長。2008年藤田観光代表取締役会長。2012年藤田観光取締役会長。
藤田美術館理事長、東京商工会議所議員、日本ホテル・レストランサービス技能協会会長、日本ブライダル文化振興協会理事、経済同友会幹事、国際観光レストラン協会理事等も歴任した。